# Tournoi World Cup de Miami
Le Tournoi World Cup de Miami est une compétition de judo organisée tous les ans à Miami aux États-Unis par la PJC (Panamerican Judo Confederation) faisant partie de la Coupe du monde de judo masculine et féminine. Elle se déroule au cours du mois de juillet ou août.

## Palmarès Hommes

### Poids super-légers (-60 kg)
| Épreuves | Or                       | Argent                  | Bronze                                               |
| -------- | ------------------------ | ----------------------- | ---------------------------------------------------- |
| 2010     | Sergio Pessoa Jr. Canada | Frazer Will Canada      | Javier Guedez Venezuela Charles Breton-Leduc Canada  |
| 2011     | Juan Postigos Pérou      | Beslan Mudranov Russie  | Ludovic Chammartin Suisse Boldbaatar Ganbat Mongolie |
| 2012     | Diego Dos Santos Brésil  | Mathias Huemer Autriche | Aaron Kunihiro États-Unis George Truong États-Unis   |

### Poids mi-légers (-66 kg)
| Épreuves | Or                    | Argent                   | Bronze                                           |
| -------- | --------------------- | ------------------------ | ------------------------------------------------ |
| 2010     | Michal Popiel Canada  | Charles Chibana Brésil   | Michael Mayr Autriche Rufat Magomedov Ukraine    |
| 2011     | Leandro Cunha Brésil  | Francesco Faraldo Italie | Sasha Mehmedovic Canada Charles Chibana Brésil   |
| 2012     | Georg Reiter Autriche | Denilson Lourenco Brésil | Bradford Bolen États-Unis Castillo Nabor Mexique |

### Poids légers (-73 kg)
| Épreuves | Or                                   | Argent                    | Bronze                                              |
| -------- | ------------------------------------ | ------------------------- | --------------------------------------------------- |
| 2010     | Nicholas Tritton Canada              | Dirk Van Tichelt Belgique | Michael Eldred États-Unis Nick Delpopolo États-Unis |
| 2011     | Khashbaataryn Tsagaanbaatar Mongolie | Bruno Mendonça Brésil     | Kunter Rothberg Estonie Nicholas Tritton Canada     |
| 2012     | Ronald Girones Cuba                  | Etienne Briand Canada     | Justian Imagawa Canada Arthur Margelidon Canada     |

### Poids mi-moyens (-81 kg)
| Épreuves | Or                         | Argent                      | Bronze                                                  |
| -------- | -------------------------- | --------------------------- | ------------------------------------------------------- |
| 2010     | Diogo Lima Portugal        | Sándor Nagysolymosi Hongrie | Emmanuel Lucenti Argentine Salamu Mezhidov Russie       |
| 2011     | Francesco Bruyere Italie   | Nacif Elias Brésil          | Sándor Nagysolymosi Hongrie Sirazhudin Magomedov Russie |
| 2012     | Emmanuel Lucenti Argentine | Emil Edmar Suède            | German Ayala Mexique Jonathan Fernandez États-Unis      |

### Poids moyens (-90 kg)
| Épreuves | Or                     | Argent              | Bronze                                             |
| -------- | ---------------------- | ------------------- | -------------------------------------------------- |
| 2010     | Alexandre Emond Canada | Bruno Altoe Brésil  | Garry St. Leger États-Unis Jacob Larsen États-Unis |
| 2011     | Hugo Pessanha Brésil   | Marcus Nyman Suède  | Alexandre Emond Canada Kirill Voprosov (cs) Russie |
| 2012     | Asley González Cuba    | Sergey Kozel Russie | Hector Campos Argentine Guillaume Perrault Canada  |

### Poids mi-lourds (-100 kg)
| Épreuves | Or                     | Argent                        | Bronze                                            |
| -------- | ---------------------- | ----------------------------- | ------------------------------------------------- |
| 2010     | Askhab Kostoev Russie  | Magomed Magomedov I Russie    | Leonardo Leite Brésil Alex Reiller Agviar Brésil  |
| 2011     | Lukas Krpálek Tchéquie | Amel Mekic Bosnie-Herzégovine | Luciano Corrêa Brésil Shintaro Higashi États-Unis |
| 2012     | Oreidis Despaigne Cuba | Christian Schmidt Argentine   | Armen Babayan États-Unis Myles Porter États-Unis  |

### Poids lourds (+100 kg)
| Épreuves | Or                        | Argent                      | Bronze                                       |
| -------- | ------------------------- | --------------------------- | -------------------------------------------- |
| 2010     | Kim Sung-bum Corée du Sud | Matjaz Ceraj Slovénie       | Orlando Baccino Argentine David Moura Brésil |
| 2011     | Dmitry Sterkhov Russie    | Grzegorz Eitel (en) Pologne | Martin Padar Estonie Rafael Silva Brésil     |
| 2012     | Oscar Brayson Cuba        | David Moura Brésil          | Ricardo Blas Guam Mark Fletcher États-Unis   |

## Palmarès Femmes

### Poids super-légers (-48 kg)
| Épreuves | Or                   | Argent                 | Bronze                                           |
| -------- | -------------------- | ---------------------- | ------------------------------------------------ |
| 2010     | Paula Pareto (ARG)   | Katelyn Bouyssou (USA) | Isabel Latulippe (CAN) Jung Ji-sun (KOR)         |
| 2011     | Oiana Blanco (ESP)   | Paula Pareto (ARG)     | Natalia Kondratieva (RUS) Roni Schwartz (ISR)    |
| 2012     | Dayaris Mestre (CUB) | Paula Pareto (ARG)     | Carrillo Edna (MEX) Antonieta Galleguillos (CHI) |

### Poids mi-légers (-52 kg)
| Épreuves | Or                        | Argent                  | Bronze                                             |
| -------- | ------------------------- | ----------------------- | -------------------------------------------------- |
| 2010     | Jeanette Rodriguez (USA)  | Choi Keum-mai (KOR)     | Marie Muller (LUX) Andressa Fernandes (BRA)        |
| 2011     | Romy Tarangul (GER)       | Natalia Kuzyutina (RUS) | Angelica Delgado (USA) Kathrin Frey (SUI)          |
| 2012     | Yanet Bermoy Acosta (CUB) | Louise Renicks (GBR)    | Angelica Delgado (USA) Audree Francis Methot (CAN) |

### Poids légers (-57 kg)
| Épreuves | Or                    | Argent                     | Bronze                                        |
| -------- | --------------------- | -------------------------- | --------------------------------------------- |
| 2010     | Marti Malloy (USA)    | Ketleyn Lima Quadros (BRA) | Isabel Fernández (ESP) Yadinis Amaris (COL)   |
| 2011     | Marti Malloy (USA)    | Miryam Roper (GER)         | Joliane Melançon (CAN) Zhu Guirong (CHN)      |
| 2012     | Hana Carmichael (USA) | Tina Zeltner (AUT)         | Leon Ana (MEX) Yurileidys Lupetey Cobas (CUB) |

### Poids mi-moyens (-63 kg)
| Épreuves | Or                          | Argent                | Bronze                                          |
| -------- | --------------------------- | --------------------- | ----------------------------------------------- |
| 2006     | Ronda Rousey (USA)          | Jennie Bonsant (CAN)  | Yuri Alvear (COL) Sayaka Tsuruoka (JPN)         |
| 2010     | Danielli Yuri Barbosa (BRA) | Camila Minakawa (BRA) | Isis Barreto (VEN) Myriam Lamarche (CAN)        |
| 2011     | Sarah Clark (GBR)           | Yarden Gerbi (ISR)    | Yahaira Aguirre (ESP) Marta Labazina (RUS)      |
| 2011     | Yaritza Abel (CUB)          | Christal Ransom (USA) | Katherine Campos (pt) (BRA) Hannah Martin (USA) |

### Poids moyens (-70 kg)
| Épreuves | Or                       | Argent               | Bronze                                              |
| -------- | ------------------------ | -------------------- | --------------------------------------------------- |
| 2010     | María Pérez Diaz (PUR)   | Kathleen Sell (USA)  | Maria Rojas (VEN) Marie-Eve De Villiers Matte (CAN) |
| 2011     | Yuri Alvear (COL)        | Maria Bernabeu (ESP) | Rasa Sraka (SVN) Maria Portela (BRA)                |
| 2012     | Onix Cortés Aldama (CUB) | Kathleen Sell (USA)  | Samantha Bleier (USA) Alix Renaud-Roy (CAN)         |

### Poids mi-lourds (-78 kg)
| Épreuves | Or                   | Argent                  | Bronze                                     |
| -------- | -------------------- | ----------------------- | ------------------------------------------ |
| 2010     | Kayla Harrison (USA) | Catherine Roberge (CAN) | Cathérine Jacques (BEL) Amy Cotton (CAN)   |
| 2011     | Kayla Harrison (USA) | Amy Cotton (CAN)        | Catherine Roberge (CAN) Zhang Zhehui (CHN) |
| 2012     | Kayla Harrison (USA) | Yalennis Castillo (CUB) | Analaura Portuondo Isasi (CAN)             |

### Poids lourds (+78 kg)
| Épreuves | Or                  | Argent                      | Bronze                                    |
| -------- | ------------------- | --------------------------- | ----------------------------------------- |
| 2010     | Rochele Nunes (BRA) | Giovanna Blanco (VEN)       | Janelle Shepherd (AUS) Larisa Cerić (BIH) |
| 2011     | Karina Bryant (GBR) | Maria Suelen Altheman (BRA) | Sarah Adlington (GBR) Liu Huanyuan (CHN)  |
| 2012     | Idalys Ortiz (CUB)  | Bianca Lockette (USA)       | Leidi German (DOM)                        |